# Turistična cesta
Turistična cesta je javna ali nekategorizirana cesta, ki ima poseben pomen z vidika turistične ponudbe in je kot taka določena bodisi v uredbi o kategorizaciji državnih cest (del regionalnih cest III. kategorije) ali razglašena v ustreznem aktu občine. Gre torej za tematsko pot.
Prometni znak »označitev turistične ceste« označuje mesto na cesti, od koder je cesta ali njen del razglašen kot turistična cesta.

## Namen
Namen turistične ceste je povezati objekte, kjer se ukvarjajo z gostinsko in turistično dejavnostjo, ter naravne in kulturno-zgodovinske znamenitosti območja z namenom  spodbujanja gospodarskega in družbenega razvoja.

## Vrste turističnih cest
Glede na vsebino turistične ponudbe, ki se na cesto navezuje, jih delimo na:
- vinske ceste,
- sadne ceste,
- panoramske ceste,
- učne poti,
- kombinirane.

## Pogoji za pridobitev statusa
Da bi neka javna ali nekategorizirana cesta pridobila status turistične ceste mora izpolnjevati naslednje minimalne pogoje:
- izdelan mora biti celovit projekt iz katerega je razvidna turistična ponudba, ki gravitira na to cesto, potek ceste in potrebna turistična in druga obvestilna signalizacija na širšem in ožjem območju;
- izdelan mora biti investicijski program, ki utemelji učinkovitost potrebnih finančnih sredstev;
- oba prej navedena morata biti potrjena od pristojnih organov oziroma služb;
- določen mora biti upravljavec turistične ceste.

## Vinska cesta
Vinska cesta je turistična pot, speljana po vinorodnem območju.
Načrt vinskih cest je bil v Sloveniji izdelan že leta 1993 in je določil 20 tras v skupni dolžini okoli 900 km. Speljane so po vseh vinorodnih območjih (briška, vipavska, kraška, istrska, belokranjska, podgorjanska, dolnjedolenjska, gornjedolenjska, bizeljsko-sremiška, šmarsko-virštanjska, haloška, gorička, srednjeslovenjegoriška, ormoška, jeruzalemska, radgonsko-kapelska, podpohorska, mariborska, gornjeslovenjegoriška, lendavska vinska cesta) in označene s posebnim znakom. Projekt je bil zasnovan na takratnem Ministrstvu za kmetijstvo, gozdarstvo in prehrano na pobudo Turistične zveze Slovenije. Za določitev trase so bila upoštevana naslednja merila:
- krajinska kakovost območja;
- razmestitev gostinske ponudbe;
- prireditve v naseljih povezane s kulturo vina;
- razmestitev naravnih in kulturnih spomenikov;
- obstoječe omrežje cest;
- prometna dostopnost in prehodnost;

## Sadna cesta
Kjer je območje znano po pridelovalcih sadja in z njim povezanimi proizvodi, obsega pa tudi druge kulturne, zgodovinske in naravne znamenitosti, se oblikuje sadna cesta. V Sloveniji sta poznani dve: Brkinska sadna cesta in Sadna cesta med Javorom in Jančami.

## Panoramska cesta
Že samo ime pove, da mora taka turistična cesta poleg turistično zanimivih lokacij zagotavljati panoramske razglede na bližnjo in daljno okolico. Tipičen primer panoramske ceste v Sloveniji je na pobočju gore Olševe.